# Society for the Conservation and Study of Caribbean Birds
La Society for the Conservation and Study of Caribbean Birds (SCSCB) è un'organizzazione ornitologica senza scopo di lucro. Si impegna a proteggere gli uccelli caraibici e i loro habitat. È la più grande organizzazione per la conservazione degli uccelli nella regione dei Caraibi, comprese le Bahamas e le Bermuda, nonché le isole all'interno del bacino dei Caraibi. È stata fondata nel 1988 e fa parte dell'Ornithological Council. Questa organizzazione è sponsor della giornata internazionale migratoria degli uccelli. A luglio 2013 si è tenuta a Granada la sua 19° conferenza regionale.
La Società produce la rivista The Journal of Caribbean Ornithology (ex El Pitirre) che pubblica articoli in inglese, francese e spagnolo, un newsletter Birds Caribbean e guide locali sul campo.